# Dinosaurier des Jahres

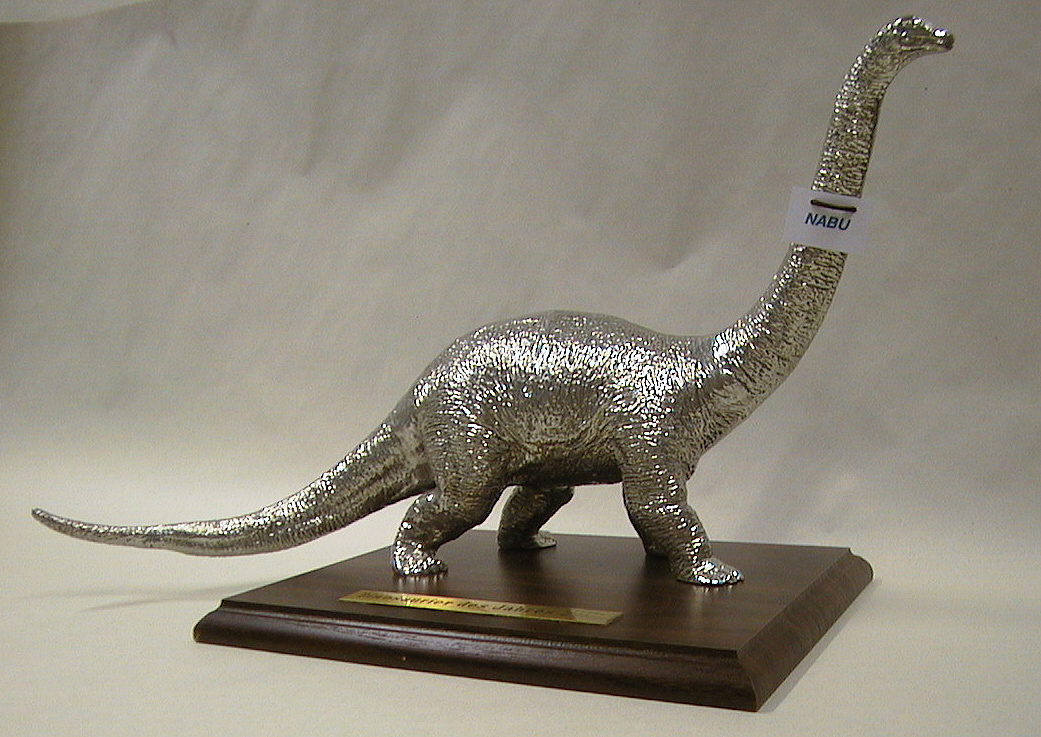
Der Dinosaurier des Jahres

Dinosaurier des Jahres ist ein vom Naturschutzbund Deutschland (NABU) gestifteter Negativpreis.
Der Verband vergibt den Preis seit 1993 jährlich an Persönlichkeiten des öffentlichen Lebens, die nach Ansicht des Naturschutzbundes veraltete Umweltstandards vertreten bzw. „sich sowohl durch herausragende Einzelleistungen als auch durch die Summe ihres Gesamtwerkes in Sachen Umweltschutz als besonders antiquiert erwiesen haben“. Die Preisträger erhalten die aus Zinn gegossene 2,6 Kilogramm schwere Nachbildung eines Dinosauriers.
In den Jahren 2003 und 2004 wurde der Dinosaurier des Jahres nicht vergeben, da der Verband nach eigenen Angaben zwischenzeitlich zweifelte, „ob solch eine plakative Aktion noch in die politische Landschaft passt“. Von 2005 bis 2018 wurde der Preis wieder regelmäßig verliehen, weil der NABU so die Öffentlichkeit für Umweltfragen sensibilisieren und auf umweltschädliches Handeln hinweisen will. 2019 wurde kein Preis vergeben.
Seit 2020 werden keine Personen, sondern konkrete Projekte als „Umweltsauerei des Jahres“ ausgezeichnet.

## Liste der Preisträger

### 1993–2018
| Jahr | Preisträger                  | Funktion                                                             | Begründungen zur Preisvergabe |
| ---- | ---------------------------- | -------------------------------------------------------------------- | --- |
| 1993 | Reinhold Kopp (SPD)          | Wirtschaftsminister des Saarlandes                                   | Für seine „besonders rückwärts gewandte Umweltpolitik“, bei der er „ohne Not zahlreiche ökologiefeindliche Entscheidungen“ getroffen habe. Dies äußere sich unter anderem darin, dass er zahlreiche positive Ansätze seines Amtsvorgängers Hajo Hoffmann wieder zunichtegemacht habe. Dieser hatte seinerzeit den Saarwald auf eine bundesweit beachtete naturnahe Waldwirtschaft nach dem Dauerwaldprinzip umgestellt. Hervorgehoben werden auch der Stillstand des Förderprogramms alternativer Energien und der Bau des Kohlekraftwerks Bexbach, das laut Berechnungen von Umweltschützern die Luft jährlich mit zusätzlichen drei Millionen Tonnen Kohlendioxid belaste.                                                                      |
| 1994 | Conrad-Michael Lehment (FDP) | Verkehrsminister von Mecklenburg-Vorpommern                          | Für seine „ebenso vehemente wie ignorante Weichenstellung“ beim Bau der Ostseeautobahn (A20). |
| 1995 | Hans-Olaf Henkel             | BDI-Präsident                                                        | Für seine Verdammung der Ökosteuer als „Blödsinn“ und als „Einstieg in eine ökologische Planwirtschaft“. Ferner seine Argumente in der Kernenergiedebatte, mit der er die „Schlachten von gestern mit den Argumenten von vorgestern“ führe. Der ehemalige Öko-Manager des Jahres 1992 habe sich als BDI-Präsident vom „Öko-Paulus“ zum „Öko-Saulus“ gewandelt. |
| 1996 | Günter Rexrodt (FDP)         | Bundeswirtschaftsminister                                            | Für seine unablässigen Versuche, „jeden auch noch so geringen Fortschritt in der Umweltpolitik zu verhindern“. Dies äußere sich unter anderem durch eine industrieorientierte Politik, die maßgeblich dazu beitrage, das von der Bundesregierung selbst auserkorene Klimaschutzziel (Senkung des Kohlenstoffdioxidausstoßes bis zum Jahr 2005 um ein Viertel unter das Niveau von 1990) nicht zu erreichen. Hervorgehoben wird ein Energiewirtschaftsgesetz-Entwurf, dessen Preiskampf um Großkunden die Energieverschwendung fördere. Ferner die Deregulierung und Abbau von Bürgerrechten bei der Müllverbrennung, den Betrieb von gentechnischen Anlagen und die Verhinderung von Umweltverträglichkeitsprüfungen beim Bau von Stromleitungen. |
| 1997 | Theo Waigel (CSU)            | Bundesfinanzminister                                                 | Weil er „Finanzpolitik gegen den Naturschutz“ betreibe. Waigel trage die politische Verantwortung für den Verkauf von großen Teilen alter ostdeutscher Nationalparks an private Interessenten. |
| 1998 | Otto Majewski                | Bundesvorsitzender der Bayernwerk AG                                 | Für seinen „vehementen Kampf“ gegen den Ausstieg aus der Atomenergie. Majewski habe wie kein anderer Atommanager die Höhe der angeblichen Entschädigungsansprüche der Kraftwerksbetreiber überzogen und dreistellige Milliardenbeträge als Kosten des Atomausstiegs gefordert. |
| 1999 | Erwin Teufel (CDU)           | Ministerpräsident von Baden-Württemberg                              | Weil er „dem Natur- und Umweltschutz persönlich geschadet“ habe und „selbst einfachste Schritte für den Naturschutz“ verweigere. Dies äußere sich unter anderem durch Verhinderung eines Gutachtens zur Errichtung des ersten Nationalparks Baden-Württembergs im Nordschwarzwald. Weitere Gründe seien die in der Koalitionsvereinbarung von 1996 aufgeführte Umweltpartnerschaft Baden-Württemberg, eine „industriedominierte Deregulierungsinstanz für den Umweltschutz“, sowie der Verkauf der landeseigenen Anteile der EnBW an Frankreich, was die Förderung von Atomstrom nach Deutschland bedeute. |
| 2000 | Lee R. Raymond               | Präsident des Ölkonzerns Exxon                                       | Für die „energie- und klimapolitische Blockadehaltung“ von Exxon, die sich unter anderem in der Mitgliedschaft bei der Global Climate Coalition äußere. Die Industrie-Lobbygruppe stellte sich gegen schärfere Klimaschutzregeln (im Gegensatz zu anderen Ölkonzernen wie BP oder Shell, die aus der Gruppe ausgestiegen waren und sich der Erforschung alternativer Energien gewidmet hatten). |
| 2001 | Gerd Sonnleitner             | Präsident des Deutschen Bauernverbandes (DBV)                        | Für seine „konsequente Bremsleistung in Sachen Agrarwende“, die sich unter anderem in seiner „bemerkenswert schlichte[n]“ Lobbyarbeit, seiner „ständige[n] Litanei gegen jeden noch so überfälligen Reformschritt vom Bundesnaturschutzgesetz bis zur Ökosteuer“ und seinem „permanente[n] Nein zu Verbesserungen bei der Tierhaltung und der Reduzierung von Pflanzenschutz- und Düngemitteln“ äußert. |
| 2002 | Gerhard Goll                 | Vorstandsvorsitzender der Energie Baden-Württemberg (EnBW)           | Für seine „beharrlichen Versuche, der Atomenergie in Deutschland eine Zukunft zu sichern“, so unter anderem durch das Festhalten an dem Kernkraftwerk Obrigheim, dem seinerzeit mit 32 Jahren ältesten Atomkraftwerk in Deutschland. |
| 2003 | Preis nicht vergeben         | Preis nicht vergeben                                                 | Preis nicht vergeben |
| 2004 | Preis nicht vergeben         | Preis nicht vergeben                                                 | Preis nicht vergeben |
| 2005 | Ludwig Georg Braun           | Präsident des Deutschen Industrie- und Handelskammertages (DIHK)     | Für seine „beharrliche anti-ökologische Haltung in der Öffentlichkeit“, so unter anderem im DIHK-Positionspapier Für einen Strategiewechsel in der Umweltpolitik, in der vor der Bundestagswahl eine Kehrtwende in der Umweltpolitik gefordert wurde. |
| 2006 | Harry Roels                  | Vorstandsvorsitzender der RWE AG                                     | Für seine „hemmungslose Atompolitik und den provozierenden Antrag auf Laufzeitverlängerung für Deutschlands ältesten und störanfälligsten Reaktor, Biblis A“. |
| 2007 | Joachim Hunold               | Vorstandschef von Air Berlin                                         | Für seine „Ignoranz gegenüber notwendigen Klimaschutzmaßnahmen“. Obwohl die negativen Folgen des Klimawandels für Mensch und Natur bekannt seien, spiele er das Problem in der Öffentlichkeit herunter und versuche „das Flugzeug auch noch als klimafreundliches Verkehrsmittel zu verkaufen“. Außerdem polemisiere Hunold „gegen die längst überfällige Einführung einer Mineralöl- und Ökosteuer auf Flugkerosin“. |
| 2008 | Michael Glos (CSU)           | Bundeswirtschaftsminister                                            | Für seine „katastrophale Ökobilanz“, da er die Atomtechnologie fördere, die Proteste gegen den Bau weiterer Kohlekraftwerke aufweiche und die Kraft-Wärme-Kopplungstechnik blockiere. Er sei zu weiten Teilen dafür verantwortlich, dass „das Energie- und Klimapaket der Bundesregierung so verwässert wurde, dass sich damit die notwendige Reduzierung der Treibhausgase in Deutschland um 40 Prozent bis 2020 gegenüber 1990 nicht erreichen lässt“. |
| 2009 | Hans-Werner Sinn             | Präsident des ifo Instituts für Wirtschaftsforschung                 | „Hans-Werner Sinn handelt verantwortungslos, wenn er zentrale Klimaschutzinstrumente wie das Erneuerbare-Energien-Gesetz infrage stellt, die Laufzeitverlängerung der Atomkraftwerke gutheißt und eine ökologisch ausgerichtete Politik pauschal als schädlich verteufelt“, so NABU-Präsident Olaf Tschimpke. In der Finanz- und Wirtschaftskrise verbreite Sinn zudem seine veralteten Theorien vom alles regulierenden Markt. |
| 2010 | Jürgen Großmann              | Vorstandsvorsitzender der RWE AG                                     | „Mit seiner hemmungslosen und provozierenden Beeinflussung der Bundesregierung für die Laufzeitverlängerung der Atomkraftwerke, die im Spätsommer in einer von ihm initiierten Anzeigenkampagne gipfelte, hat sich Herr Großmann den Preis in diesem Jahr redlich verdient“ (NABU-Präsident Olaf Tschimpke). |
| 2011 | Michael Thamm                | Präsident von AIDA Cruises                                           | Für die besonders hohen Emissionen durch die Schifffahrt: „Ihre angeblich ‚Weißen Flotten‘ sind in Wahrheit dreckige Rußschleudern, denn die Kreuzfahrtschiffe fahren auf hoher See immer noch mit giftigem Schweröl“, erklärte NABU-Präsident Olaf Tschimpke. „Damit stößt ein einziger Ozeanriese auf einer Kreuzfahrt so viele Schadstoffe aus wie fünf Millionen Pkw auf der gleichen Strecke. Die Gefahren für die Umwelt und die Gesundheit der Menschen ließen sich leicht vermeiden, aber aus Profitgier verweigern die deutschen Reeder bislang die Verwendung von Schiffsdiesel und den Einbau von Abgastechnik wie etwa Rußpartikelfilter.“                                                                                            |
| 2011 | Richard J. Vogel             | Vorsitzender von TUI Cruises                                         | Für die besonders hohen Emissionen durch die Schifffahrt: „Ihre angeblich ‚Weißen Flotten‘ sind in Wahrheit dreckige Rußschleudern, denn die Kreuzfahrtschiffe fahren auf hoher See immer noch mit giftigem Schweröl“, erklärte NABU-Präsident Olaf Tschimpke. „Damit stößt ein einziger Ozeanriese auf einer Kreuzfahrt so viele Schadstoffe aus wie fünf Millionen Pkw auf der gleichen Strecke. Die Gefahren für die Umwelt und die Gesundheit der Menschen ließen sich leicht vermeiden, aber aus Profitgier verweigern die deutschen Reeder bislang die Verwendung von Schiffsdiesel und den Einbau von Abgastechnik wie etwa Rußpartikelfilter.“                                                                                            |
| 2012 | Ilse Aigner (CSU)            | Bundesministerin für Ernährung, Landwirtschaft und Verbraucherschutz | Für ihre „rückwärtsgewandte Klientelpolitik“, die einer nachhaltigen und zukunftsfähigen Politikgestaltung widerspreche. Die Hauptgründe dafür seien, dass Aigner an einer umweltschädlichen Agrarpolitik festhalte und sich nicht engagiert genug für ein besseres Tierschutzgesetz eingesetzt habe. Des Weiteren habe sie eine Neuregelung des Jagdrechts blockiert sowie sich nicht ausreichend für eine nachhaltigere Fischerei eingesetzt. |
| 2013 | Wolfgang Burgard             | Geschäftsführer des Bundes Getränkeverpackungen der Zukunft          | Der erst im Oktober 2013 von Aldi, Lidl, Lekkerland, PepsiCo, Red Bull, MEG, Ball und Rexam gegründete Verband erhält den Preis wegen seines Eintretens für Einweggetränkeverpackungen, denn Einwegplastikflaschen und Getränkedosen verschwendeten Rohstoffe und begünstigten so die Klimaerwärmung. NABU-Präsident Olaf Tschimpke: „Hier geht es nicht um Getränkeverpackungen der Zukunft, sondern um knallharte wirtschaftliche Interessen auf Kosten der Umwelt.“ |
| 2014 | Gernot Kalkoffen             | Europa-Chef von ExxonMobil                                           | Kalkoffen verharmlose das umstrittene Fracking-Verfahren und er stehe für eine rückwärtsgewandte Energiepolitik. Exxon halte trotz Klimawandel an der Förderung und Verbrennung fossiler Energieträger fest. Statt Gelder in neue Märkte für energieeffiziente Dienstleistungen und den Ausbau erneuerbarer Energie zu investieren, setze Exxon Mobil auf Erdgas mittels Fracking. |
| 2015 | Philipp zu Guttenberg        | Präsident der Arbeitsgemeinschaft Deutscher Waldbesitzerverbände     | Er „erhält den Negativpreis unter anderem für seinen Widerstand gegen eine natürliche Waldentwicklung. Seine Interessen beschränken sich allein auf die wirtschaftliche Nutzbarkeit der Ressource Wald.“ |
| 2016 | Werner Baumann               | Vorstandsvorsitzender der Bayer AG                                   | Die unter Baumann eingeleitete Übernahme des US-amerikanischen Saatgutspezialisten Monsanto stehe im Widerspruch zu Wünschen von Umweltschützern und Verbrauchern nach einer gift- und gentechnikfreien Landwirtschaft. |
| 2017 | Joachim Rukwied              | Präsident des Deutschen Bauernverbandes                              | Joachim Rukwied streite „die Verantwortung der Landwirtschaft für das Artensterben ab und verteidigt beharrlich ein Milliarden Euro teures Subventionssystem, das zulasten von Natur, Landwirten und Steuerzahlern geht.“ |
| 2018 | Rolf Martin Schmitz          | Vorstandsvorsitzender der RWE AG                                     | Rolf Martin Schmitz „hat sich mit seiner unzeitgemäßen Machtdemonstration im Streit um die Rodung des Hambacher Forstes selbst ins Abseits gestellt.“ |
| 2019 | Preis nicht vergeben         | Preis nicht vergeben                                                 | Preis nicht vergeben |

### Seit 2020
| Jahr | Preisträger                                  | Begründungen zur Preisvergabe |
| ---- | -------------------------------------------- | --- |
| 2020 | A 26 Ost, Autobahnprojekt in Hamburg         | Erstmals zeichnete der NABU keine Person, sondern ein Projekt als Umweltsünde des Jahres aus. Die geplante Autobahn A 26 Ost sei „extrem klimaschädlich, unglaublich teuer und naturzerstörend“. Die 10 km lange „Hafenpassage“ sei an hohes Wachstum im Hamburger Hafen gekoppelt, doch die Zahlen basierten „auf völlig überzogenen Umschlagserwartungen“. Wertvolle Niedermoorböden, die einen wichtigen Beitrag zur Artenvielfalt und als Kohlenstoffspeicher leisten, würden zerstört.                                                                                        |
| 2021 | Baugebiet Conrebbersweg in Emden             | Auch 2021 zeichnete der NABU keine Person, sondern erneut ein Projekt als Umweltsünde des Jahres aus. Auf einem geplanten Neubaugebiet in Emden sollen Wohnhäuser auf 77 Hektar Feuchtwiesen entstehen. Das Projekt am Conrebbersweg stehe „stellvertretend für die Naturzerstörung durch Bodenversiegelung in ganz Deutschland“. Ein intaktes Biotop werde zerstört, geschützte Arten müssten weichen, und gebaut werde in der Küstenstadt einen Meter unter dem Meeresspiegel.                                                                                                   |
| 2022 | Fischsterben in der Oder                     | 2022 ging der Negativpreis für die größte Umweltsünde des Jahres an die Oder, wo sich ab Ende Juli durch salzhaltige Abwässer ein Massensterben von Fischen und anderen Lebewesen ereignete. Der Preis soll stellvertretend auf die kritische Situation an vielen anderen Flüssen in Deutschland aufmerksam machen. Die Ziele der Europäischen Wasserrahmenrichtlinie werden laut NABU verfehlt. „Durch Begradigung, Uferbefestigung und Fahrrinnenvertiefungen steigen Fließgeschwindigkeiten, gehen wichtige Lebensräume verloren und Flüsse verlieren an Widerstandsfähigkeit.“ |
| 2023 | „Deutschlandpakt“ zur Planungsbeschleunigung | Der NABU kritisiert, dass die Maßnahmen schnellere Planung „ohne Rücksicht auf Flora und Fauna“ während der Biodiversitätskrise ermögliche. Schnellere Baugenehmigungen seien zwar wichtig, aber die Probleme lägen eher in den bürokratischen Prozessen und dem Personalmangel. |
| 2024 | Berliner „Schneller-Bauen-Gesetz“            | Das vom Berliner Abgeordnetenhaus im Dezember 2024 verabschiedete Gesetz steht aus NABU-Sicht symbolisch für eine Politik, die eine dringend notwendige ökologische und soziale Stadtentwicklung zugunsten vermeintlich schnellerer Bauvorhaben opfert. |